# Onthophagus amphioxus
Onthophagus amphioxus là một loài bọ cánh cứng trong họ Bọ hung (Scarabaeidae).